# Abbaye de Jedburgh
 (février 2016).
Si vous disposez d'ouvrages ou d'articles de référence ou si vous connaissez des sites web de qualité traitant du thème abordé ici, merci de compléter l'article en donnant les références utiles à sa vérifiabilité et en les liant à la section « Notes et références ».
L’abbaye de Jedburgh est une abbaye de chanoines augustiniens, datant des XIIe et XIIIe siècles ; elle est située à Jedburgh, dans le comté de Roxburghshire, de la région des Scottish Borders en Écosse. Elle fut fondée en 1138 en tant que prieuré par le roi David Ier d'Écosse et Jean Ier, évêque de Glasgow. À partir de 1296 elle connut régulièrement des attaques du fait des mauvaises relations entre l'Angleterre et l'Écosse. Entre 1540 et 1550 son déclin commença, et la Réformation lui donna le coup de grâce en 1560. Seul le bâtiment de l'église (aujourd'hui privé de toit), est resté intact, du fait qu'il a été utilisé comme église paroissiale jusqu'en 1875.

## Histoire
La maison mère du prieuré était probablement l'abbaye de Saint-Quentin de Beauvais. Avant 1154 le prieuré obtint le statut d'abbaye. Les prieurés de Blantyre (Lanarkshire), de Canonbie (Dumfriesshire) et de Restenneth (Angus) ont par la suite dépendu de l'abbaye.
En 1285 Alexandre III épousa sa deuxième femme, Yolande de Montfort, à l'abbaye de Jedburgh. Une légende veut que pendant ce mariage un fantôme ait semblé annoncer la mort du roi, qui effectivement mourut dans l'année.
En 1296 Édouard Ier d'Angleterre logea dans l'abbaye et nomma un abbé favorable aux Anglais, ce qui n'empêcha pas l'abbaye d'être victime du conflit entre Anglais et Écossais. En 1305 les troupes britanniques conduites par sir Richard Hasting retirèrent du toit le plomb dont ils avaient besoin pour fabriquer leurs machines de siège. Quand, en 1312 les Écossais s'emparèrent de la forteresse de Roxburgh près de Kelso, l'abbé s'enfuit avec onze frères et traversa la frontière, et ils se réfugièrent dans leurs propriétés du Yorkshire. À la fin du XIVe siècle, les bâtiments du monastère purent être reconstruits, mais la communauté ne comprenait plus que le monastère et la salle capitulaire. Les dangers recommencèrent en 1409 avec des attaques au cours desquelles le château de Jedburgh fut détruit, en 1410, 1416 et 1464. En 1523 l'abbaye fut brûlée par les troupes du comte de Surrey et il ne fut plus possible de restaurer l'abbaye dans sa totalité. En 1544 l'armée anglaise du comte de Hertford causa de tels dommages qu'on décida de faire de l'abbaye un retranchement. Mais ce furent à la vérité les Français sous les ordres du général d'Esse qui s'en chargèrent en 1547. La Réforme mit fin définitivement à l'abbaye. L'église servit d'église paroissiale jusqu'en 1875 quand une nouvelle église paroissiale fut construite à Jed Water. En 1913, l'église devint propriété de l'État.

## Administration
L'abbaye de Jedburgh est gérée par Historic Scotland, comme les autres abbayes des Borders : celle de Melrose, celle de Kelso et celle de Dryburgh.

## Galerie d'images

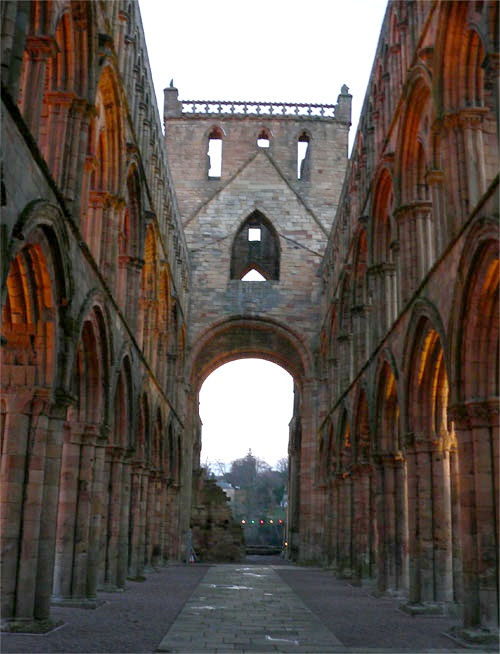
Intérieur de l'abbaye de Jedburgh
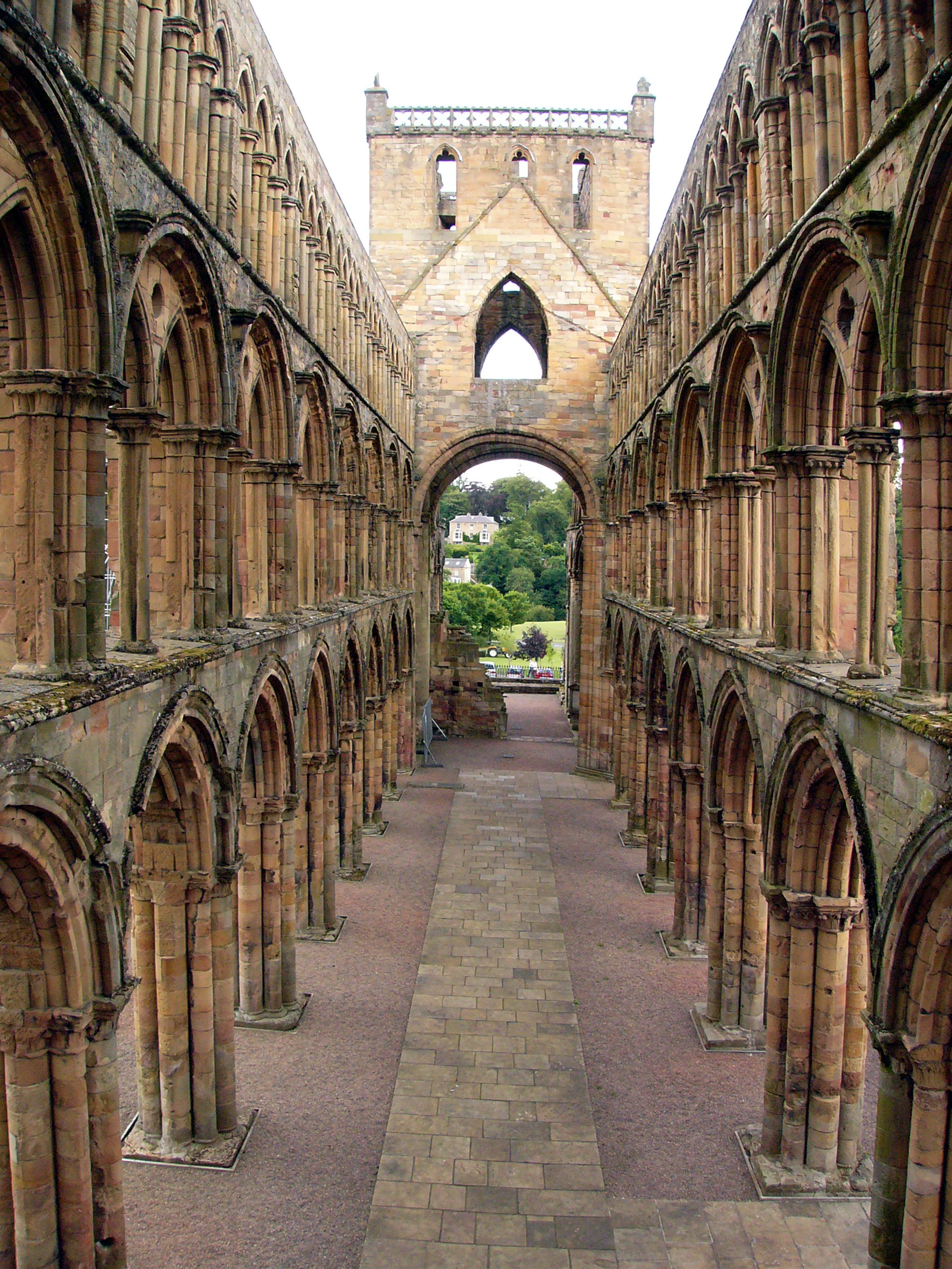
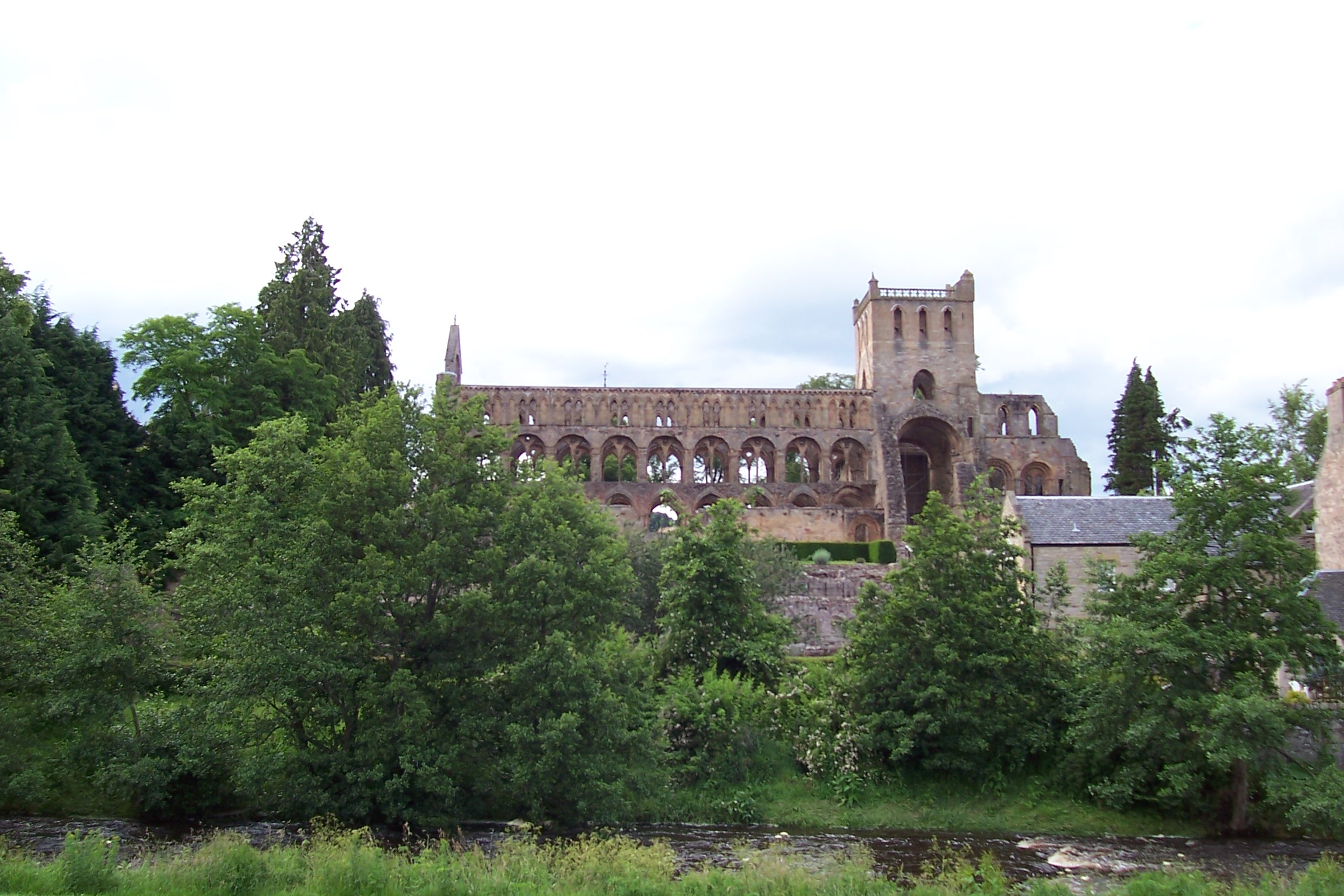